# Ольшова (Опольське воєводство)
Ольшова (пол. Olszowa, нім. Olschowa, 1936-45: Erlenbusch) — село в Польщі, у гміні Уязд Стшелецького повіту Опольського воєводства.
Населення — 481 особа (2011).

## Демографія
Демографічна структура станом на 31 березня 2011 року:
|          | Загалом | Допрацездатний вік | Працездатний вік | Постпрацездатний вік |
| -------- | ------- | ------------------ | ---------------- | -------------------- |
| Чоловіки | 231     | 38                 | 172              | 21                   |
| Жінки    | 250     | 48                 | 155              | 47                   |
| Разом    | 481     | 86                 | 327              | 68                   |